# José María Álvarez de Eulate Peñaranda
José María Álvarez de Eulate Peñaranda (Hontoria del Pinar, província de Burgos, 28 de febrer de 1933) és un economista i polític espanyol. Doctor en Ciències Econòmiques i Empresarials. Ha estat professor de Política Econòmica i Història del Pensament Econòmic en la UNED i a la Universitat Antonio de Nebrija, i de política econòmica a la Facultat de Ciències Econòmiques i Empresarials a la Universitat Complutense.
Membre de nombre de l'Acadèmia de la Hispanitat i Cavaller de la Legió d'Honor de París. A França, Álvarez de Eulate va exercir el càrrec de professor de la Universitat de París. També ha estat cap del Servei de Relacions Interministerials del Ministeri d'Hisenda.
Membre d'Alianza Popular, fou escollit senador d'aquest partit per la província de Burgos a les eleccions generals espanyoles de 1982. El 1984 va defensar la permanència del ferrocarril Santander-Mediterrani. Fou elegit diputat a les eleccions al Parlament Europeu de 1987 i fou membre de la comissió de Política Regional i d'Ordenació del Territori del Parlament Europeu.
Ha publicat bon nombre de treballs sobre història econòmica i història militar, singularment sobre la Guerra del Francès (1808-1814), des que va residir a França.

## Obres
- Psicologia de la actividad comercial (1966)
- Economía internacional de los países socialistas (1976)
- Historia económica del condado de Castilla (1994)
- Hontoria del Pinar y sus aldeas: historia, economía y tradiciones (2002)
- Aspectos económicos de la globalización (2004)
- Las guerrillas en la región de Pinares Burgos-Soria durante la Guerra de la Independencia (2007)
- "La Guerra de la Independencia en la Región de Pinares Burgos-Soria: El combate de Quintanar de la Sierra de 7 de abril" (La Voz de Pinares, nº 31) (2008)
- Organización económica y militar en el condado de Castilla (2008)